# Python Vehicles Australia
Python Vehicles Australia ist ein australischer Hersteller von Automobilen.

## Unternehmensgeschichte
George Vidovic gründete 1979 das Unternehmen in South Melbourne. Er kaufte 1980 von Arntz Engineering aus den USA die Bauformen für ein Modell und begann 1981 mit der Produktion von Automobilen und Kit Cars. Der Markenname lautet Python.

## Fahrzeuge
Ein Modell ist die Nachbildung des AC Cobra. Die Basis bildet ein Leiterrahmen mit 2311 mm Radstand. Darauf wird eine offene zweisitzige Karosserie aus Fiberglas montiert. Die hintere Radaufhängungen stammen von Jaguar. Verschiedene V8-Motoren von Ford mit 4700 cm³ Hubraum bis 7000 cm³ Hubraum treiben die Fahrzeuge an.
1997 erschien der R 302. Dieser Rennwagen hat einen Motor mit 378 PS Leistung.